# Helmut Saake
Helmut Saake (* 27. April 1942 in Korbach) ist ein deutscher Klassischer Philologe.

## Leben
Helmut Saake studierte von 1962 bis 1969 Klassische Philologie, Philosophie, Theologie, Judaistik und Alte Geschichte an den Universitäten zu Marburg (1962–1966), München (1964) und Bochum (1966–1969). Nach der Promotion in Bochum (1969) hielt er sich zu Forschungszwecken an den Universitäten Bogotá und Hamburg auf. Bereits 1970 habilitierte er sich in Basel, wo er als außerordentlicher Professor der Gräzistik und Latinistik wirkte; 1971 wurde er zum ordentlichen Professor ernannt. Im Jahr 1980 war er Präsident des Kuratoriums der Freien Universität Norddeutschlands.
Ab den 1980er Jahren lehrte Saake als Professor of Classical Philology and Philological New Testament Studies an verschiedenen Universitäten, Wissenschaftlichen Hochschulen bzw. Fakultäten: Ab 1983 in Jönköping (ACU-M.), ab 1989 in Philadelphia (FTS), ab 1990 in New Delhi (FTF) und ab 1993 in Los Angeles (ATS). 2007 wurde er emeritiert.
Saakes Forschungsschwerpunkt war das Neue Testament, um dessen philologisches Verständnis er sich in mehreren Monografien und Aufsätzen bemühte. Ein Spezialgebiet war die antike Pneumatologie (Geistlehre), über die er seit den 70er Jahren mehrere Beiträge verfasste, darunter auch einen umfangreichen Artikel in der Realenzyklopädie der klassischen Altertumswissenschaft.

## Schriften (Auswahl)
- Zur Kunst Sapphos. Motiv-analytische und kompositionstechnische Interpretationen. Schöningh, München/Paderborn/Wien 1971. ISBN 3-506-77401-8 (zugleich Dissertation, Bochum 1969).
- Sapphostudien. Forschungsgeschichtliche, biographische und literaturästhetische Untersuchungen. Schöningh, München/Paderborn/Wien 1972. ISBN 3-506-77402-6 (zugleich Dissertation, Bochum 1969).
- Pneumatologica. Untersuchungen zum Geistverständnis im Johannesevangelium, bei Origenes und Athanasios von Alexandreia. Diagonal-Verlag, Frankfurt am Main 1973. ISBN 3-921159-00-8 (zugleich Habilitationsschrift, Basel 1970).